# Farahnaz Pahlavi
Farahnaz Pahlavi (née le 12 mars 1963 à Téhéran) est la fille aînée du dernier chah d'Iran et de sa troisième épouse l'impératrice Farah.

## Biographie

### Jeunesse et études

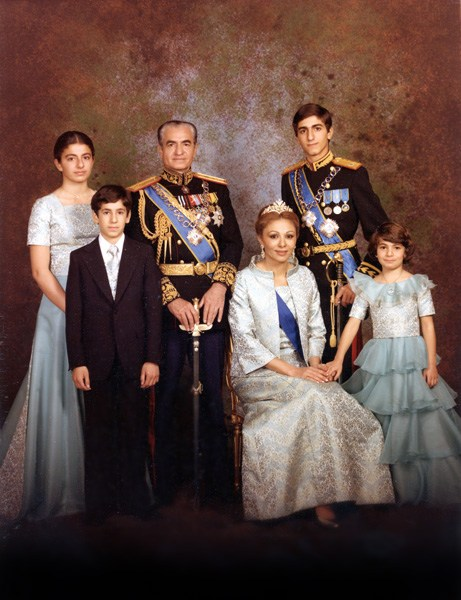
Portrait de la famille impériale en 1978. De gauche à droite la princesse Farahnaz, le prince Ali-Reza, le Shah Mohammad Reza, l'impératrice Farah, le prince héritier Reza, et la princesse Leila.

Farahnaz Pahlavi est le deuxième enfant de Mohammed Reza et Farah Pahlavi. Elle a un frère aîné, Reza Pahlavi II, un frère cadet - Ali-Reza Pahlavi (1966-2011) et une sœur cadette, Leila Pahlavi (1970-2001). Par son père, elle a aussi une demi-sœur aînée Shahnaz Pahlavi (née en 1940)
Avec ses frères et sœur, la princesse Farahnaz est contrainte de quitter l'Iran en 1979, pendant la révolution iranienne. La fratrie, au terme d'un périple itinérant, emménage aux États-Unis.
Après avoir réalisé ses études secondaires à Téhéran, dans le Connecticut aux États-Unis et au Caire, elle étudie de 1980 à 1982 au Bennington College. En 1986, elle obtient une licence en travail social à l'université Columbia, puis en 1990 un master en psychologie de l'enfant en 1990.

### Parcours professionnel
La princesse Farahnaz Pahlavi vit aujourd'hui à New York. Discrète et réservée, elle s'est consacrée au sein des hôpitaux, à des activités sociales et médicales.[réf. nécessaire]